# J.T. Hellstrom
Jeffrey Todd "JT" Hellstrom est un personnage fictif du feuilleton Les Feux de l'amour. Il est interprété par Thad Luckinbill du 27 août 1999 au 5 novembre 2010, du 12 décembre 2017 au 13 avril 2018, du 19 au 28 mars 2019 et le 2 mai 2023.

## J.T., le rebelle
J.T. Hellstrom apparaît en 1999 au lycée comme un ami copain de William Abbott, Raul Guittierez, Mackenzie Browning, Brittany Hodges, et Rianna Miner. Il a une réputation de tombeur. Il sort avec Rianna, la quitte pour sortir avec Brittany. Ils rompent, Britanny entame alors une relation avec Raul. 
JT entame une relation avec la nièce de William, Colleen Carlton, qui contribue à stabiliser le jeune homme, qui devient alors plus mature et modifie radicalement son comportement. La relation entre les deux jeunes gens devient très sérieuse et JT arrive progressivement à effacer les doutes de la famille de Colleen. Celle-ci est cependant terriblement attristée quand J.T. a une aventure d'un soir avec la mère de Brittany, Anita. Ils se réconcilient par la suite. Quand Colleen sent qu'elle est un obstacle pour la carrière musicale de J.T., elle quitte Genoa et brise le cœur du jeune homme.
Il tombe alors amoureux de Brittany. Après le mariage de celle-ci avec Bobby Marsino, il commence à fréquenter Mackenzie. Pendant leur romance, il prétend être le père du bébé de Brittany pour la protéger de ses ennemis. La vérité éclate et il se réconcilie avec Mackenzie, qui lui offre sa virginité. Ils s'installent ensemble. Colleen revient en ville et tente de le reconquérir. Il n'est pas intéressé car il est avec Mackenzie. Mais il découvre que Mackenzie est enceinte et qu'elle ne lui a pas dit ; elle s'est confiée à Kevin Fisher. Il est furieux et se venge en couchant avec Victoria Newman. Mackenzie quitte la ville quand elle apprend cela. 

### Colleen, son premier amour
Colleen entame de nouveau une relation avec J.T. après le départ de Mac, mais est furieuse de découvrir qu'il a passé une nuit avec Victoria, sa nouvelle belle-mère. Ils se réconcilient.  Cette relation est mise à l'épreuve car le travail de détective de J.T. empiète sur leur vie de couple. Ils rompent après qu'elle l'a trompé avec Adrian Korbel son professeur. Il cherche Colleen qui a disparu ; en fouillant l'appartement d'Adrian il trouve des boucles d'oreilles. Lui et Adrian sauvent Colleen du feu et commencent à croire que c'est Kevin Fisher qui a de nouveau essayé de la tuer. Ils refusent de le croire quand il leur dit que c'est Jana Hawkes, son ex petite amie. Colleen est mise sous respirateur artificiel et J.T. passe beaucoup de temps auprès d'elle lui disant qu'il l'aime et que jamais il ne cessera. Mais Colleen choisit Adrian plutôt que JT. Celui-ci devient alors le confident de Victoria Newman, dont le mariage connaît alors de sérieuses difficultés. Victoria finit par divorcer et entame une nouvelle vie avec JT.

### De ses fiançailles avec Victoria jusqu'à son mariage
Il se fiance avec Victoria en octobre 2007.  Elle veut savoir qui de Brad Carlton, son ex-mari, ou de J.T. est le père du bébé qu'elle porte. Son fiancé lui assure qu'il ne fera aucune différence si c'est l'enfant de Brad. Quand Victoria est frappée par une pierre dans l'explosion du complexe de Clear Springs, elle tombe dans le coma. Les docteurs suggèrent une opération d'urgence pour sauver Victoria mais les chances du bébé sont faibles. Victor Newman veut sauver sa fille et Nikki veut sauver le bébé. J.T. est frustré de ne rien pouvoir donner son opinion concernant sa fiancée et “son” enfant. Victoria va de plus en plus mal, on arrive à sauver son bébé mais elle reste dans le coma. Un test de paternité  prouve que J.T. est le père. Le jeune détective décide de donner à son fils le prénom de Reed, d'après le nom de famille de sa belle-mère, Nikki Reed, car un roseau("reed') est fort et résiste au vent. 
Victor engage J.T. pour enquêter sur David Chow, le fiancé de Nikki. Quand JT donne des détails à Nikki sur son enquête, Victor est très mécontent. JT commence à en avoir assez du rôle que Victor prend dans la famille Newman. Mais il reste coi quand Victor lui offre le poste de chef de la sécurité de Newman Entreprises, et accepte. En janvier 2008, Victoria sort du coma et épouse JT quelques jours plus tard. Le jeune couple connaît alors plus un an de bonheur sans nuages.

### Ses problèmes conjugaux
En 2009, Victor demande à J.T. de chercher des informations sur Colleen pour lui prendre son siège au conseil d'administration de Newman Entreprises. JT a du mal à accepter que Victoria prenne constamment le parti de son père. Il quitte son poste chez Newman et retourne travailler avec Paul Williams. Il embrasse Colleen le 17 août mais elle meurt tragiquement en octobre 2009 des suites d'une noyade, après avoir été enlevée par Patti Williams (la sœur de Paul). J.T. est effondré et lui avoue qu'il l'aimera toujours.
Le couple Victoria/J.T. devient de plus en plus fragile, surtout après qu'elle a couché avec Deacon Sharpe et que William Abbott a publié cette nouvelle. J.T. décide donc de quitter Genoa et d'aller à New York pour un nouvel emploi. Après réflexion, Victoria décide finalement de partir avec lui afin de donner une nouvelle chance à leur couple. Il revient pour Thanksgiving avec un nouveau patron, Tucker McCall, qui lui confie d'importantes responsabilités au sein de son entreprise. Victoria semble avoir des difficultés à accepter le nouveau travail de JT et le fait qu'il devienne de plus en plus autonome par rapport avec elle. Les problèmes du couple ne s'arrangent pas et ils finissent par décider de divorcer en février 2010, deux ans après leur mariage.

### De ses retrouvailles avec Mackenzie à son départ de Genoa City
Après son divorce, JT se rapproche de nouveau de son ancienne petite amie, Mackenzie Browning, qu'il soutient lorsque celle-ci joue le rôle de mère porteuse pour les bébés de Cane et Lily Ashby. Victoria et lui s'affrontent pour la garde de leur fils Reed et c'est JT qui en obtient la garde exclusive, à la suite notamment d'une intervention très maladroite de Victor. Alors que Victoria refait sa vie avec Billy Abbott, qu'elle épouse plus tard en septembre 2010, JT et Mac reprennent leur relation amoureuse. Après son accouchement, Mac a le baby blues : les jumeaux lui manquent terriblement. Mac emménage alors chez JT. Elle finit par comprendre que ce ne sont pas vraiment les jumeaux qui lui manquent mais le fait de ne pas avoir son enfant à elle. J.T. lui avoue qu'il serait très heureux s'il devenait papa une nouvelle fois. Alors, ils décident d'avoir un enfant. Très rapidement, Mac tombe enceinte le jour où Victoria et William perdent leur bébé. Parallèlement, il démissionne de son poste chez McCall Infinity pour rejoindre la police en tant que Consultant auprès des civils. Quelque temps après à la mi-Octobre, JT la demande en mariage. Elle refuse car elle ne veut pas se marier mais lui dit qu'elle l'aime. Plus tard dans la journée, une tornade s'abat sur Genoa. J.T, Mac et Reed sont au Néon Ecarlate lorsqu'il reçoit un appel de Lily au lac de Genoa, effrayée, qui lui dit que Cane, les bébés et elle sont touchés par la tornade et que Cane a disparu. Une fois la tempête calmée, il décide d'aller les rejoindre mais ce qu'il ne sait pas, c'est que la tornade se déplace vers lui. Alors il tombe en plein dedans et a un accident de voiture. Une fois qu'il reprend conscience, il sort de sa voiture mais se fait électrocuter car sa voiture est rentrée dans un poteau électrique. Cane et Lily, qui rentrent vers Genoa, le trouvent sur la route et le secourent. J.T frôle la mort mais survit à son accident. Quand Mac réalise qu'elle a failli perdre son homme, elle accepte de l'épouser. J.T souhaite entrer à l'académie de police mais les médecins lui annoncent qu'il ne pourra pas à cause de lésions cardiaques liées à l'accident et l'endurance que demande le métier de policier. Il est très déçu mais Mac lui avoue qu'elle a reçu une offre d'emploi pour travailler dans une association à but non lucratif à Washington D.C. Il n'a ni envie de partir ni envie de rester jusqu'au moment où il reçoit la même offre d'emploi que Mac. Il décide alors de se lancer, au grand plaisir de Mac. Cependant, J.T craint la réaction de Victoria quand elle apprendra qu'ils comptent partir avec Reed, étant donné que J.T a la garde exclusive légalement. Effectivement, Victoria refuse que J.T parte avec leur fils jusqu'à Washington, mais elle ne peut rien faire.

### Le mariage et le départ de Mac et J.T.
Le 5 novembre 2010 (épisode diffusé en France début mai 2014 sur TF1), J.T et Mac sont en pleine préparation pour partir et reçoivent la visite de Katherine. Cependant, Mac avoue qu'elle est très déçue de ne pas pouvoir se marier devant sa famille et ses amis. Il ne suffit pas d'une parole en plus pour que Katherine se propose d'organiser leur mariage avant leur départ. Mac et J.T. se marient au Manoir Chancellor devant Paul, Chloé, Kevin, Victoria, William, Esther et Brock qui officie la cérémonie (épisode diffusé en France le 5 mai sur TF1). Après le mariage, ils quittent définitivement Genoa City avec Reed pour s'installer à Washington. 7 mois plus tard, en juin 2011 (vers janvier 2015 en France), on apprend que JT et Mac ont eu un fils qu'ils ont prénommé Dylan.

### Le retour de J.T. à Genoa City
- Quelques années plus tard en décembre 2017, les Newman doivent gérer une crise, celle concernant le site de rencontre d'Abby et l'arme qui a tué l'ex-petit ami d'Abby, Zach Stinett (voir Abby Newman). Des fonds ont été également volées dans le compte bancaire de Victor et J.T revient à Genoa le 13 décembre 2017 (diffusé le 27 octobre 2020 sur TF1). Chargé d'enquêter dans le but de faire tomber Victor et missionné par Paul et Christine, J.T. finit par en parler à Victoria. Il lui révèle qu'avec Mac, ils ont eu une fille après Dylan, Rebecca Hellstrom. J.T. finit par apprendre par Victoria que c'est Nikki qui a volé de l'argent à Victor, et sous la demande de Victoria, masque l'info.

- J.T. retrouve son fils Reed, avec qui ils se sont quittés en mauvais termes, et tente de renouer des liens père-fils. Le soir du réveillon de Noël, J.T. apprend à Victoria que lui et Mac sont séparés, ce qui prolonge son séjour à Genoa. Il l'apprend également à Reed, qui quitte le domicile familial et invite les jumeaux Ashby à une soirée à l'Athletic Club. Dévasté par la nouvelle que vient de lui apprendre son père, Reed enchaîne 2 verres de bière contenant de l'alcool. Voyant son mauvais état, Mattie tente de le ramener chez lui, mais Reed refuse, voulant conduire lui-même sa voiture. Voyant les refus de conseils de Mathilda, cette dernière appelle la police afin d'éviter à Reed de commettre une bêtise. Ce dernier est contrôlé avec un test d'alcool positif et est mis immédiatement en garde à vue. Reed se voit confisquer son permis pendant 1 an et effectuer des travaux d'intérêt général. Il finit par s'enfuir lorsqu'il entend Victoria suggérer de l'envoyer en pensionnat. Il se réfugie tout d'abord chez William et Phyllis, avant d'être emmené de force par Nikki au Ranch Newman.

- Quelques jours plus tard, J.T finit par recevoir la lettre de demande de divorce de Mackenzie. Dévasté, il décide de prolonger son séjour à Genoa et de trouver un travail. Il finit par être embauché par son ami Cane chez Chancellor Industries et par se remettre avec Victoria. Il emménage chez elle, ce qui déplaît Victor, Nikki et William. J.T. et Victoria se réconcilient avec Reed et ce dernier revient vivre avec ses parents après une explication. Un matin, J.T. cherchait de l'attention envers Victoria, mais cette dernière, chargée de travail, ignore ses désirs. Frustré, J.T. quitte le domicile familial en claquant la porte, ce qui affole Victoria sans se poser trop de questions. Il fait part à Cane de son problème avec Victoria et Cane l'encourage à s'expliquer avec elle. J.T. s'excuse auprès de Victoria et explique que sa réaction est due au fait qu'il prend des médicaments, dû au fait de son électrocution le soir de la tornade d'octobre 2010.

- Depuis son retour, J.T. essaye de se faire une place à Genoa. Mais avec le fait que Victoria travaille sans relâche et que Cane lui donne que des missions minimes comparé à ses grandes compétences, J.T. ne trouve pas son bonheur. Il en parle tout d'abord à Phyllis, qui lui propose rapidement son aide concernant le piratage de Fenmore et les fausses ventes de Chelsea 2.0. J.T. accepte et essaye de traquer le responsable. Il réussit à trouver l'identité du coupable, Alexandra West et l'apprend à Phyllis mais J.T. apprend rapidement que quelqu'un se cache derrière l'identité de cette femme, il tente de retrouver qui. Cependant, il manque de peu de retrouver l'identité du pirate car au moment où il allait trouver ses réponses, le compte d'Alexandra ferme sous ses yeux. Il va rendre visite à son banquier, qui refuse de divulguer des informations sur sa cliente. J.T. apprend néanmoins à Lauren, Phyllis et Chelsea que Alexandra West est une personne défunte il y a 15 ans de cela et que quelqu'un a usurpé son identité et son numéro de relevé bancaire. Il leur apprend que son compte a été piraté depuis Genoa City. Avec tout ça, Phyllis et Lauren souhaitent organiser une conférence de presse afin de rendre l'affaire public mais Chelsea s'y oppose, trouvant cela inutile. Parallèlement pour J.T., il se confie à Victoria sur son manque d'épanouissement chez Chancellor après que Cane lui a fait part de sa déception concernant son travail secret. Victoria propose à J.T. de travailler chez Newman en tant que chef de sécurité, et lui propose de surveiller Ashley, envers qui Victoria à des doutes.

### J.T. violent envers Victoria
- Depuis son retour à Genoa City, J.T., enquête secrètement sur Victor et sa société, sous les ordres de Paul et Christine. Mais J.T. néglige beaucoup l'enquête. En mars 2018, Paul annonce à J.T. l'avancée de leur enquête et lui fait part de son retard et de sa négligence, il veut presque le virer de l'enquête, mais J.T. persuade Paul de continuer à lui faire confiance, Paul accepte. Un jour, Reed affronte son grand-père à une partie de jeu d'échecs. J.T. se rend au ranch Newman pour aller chercher son fils, et pendant leur partie, il en profite pour monter à l'étage dans le bureau de Victor, prétextant aller passer des coups de fils. Il arrive à trouver dans un placard un coffre-fort et le prend en photo. En sortant, Victor le surprend à côté de son bureau et lui demande sa présence ici, J.T. dit avoir passé quelques appels ici. Victor commence à soupçonner plus ou moins J.T.

- En rentrant avec Reed, J.T. propose à Victoria d'aller dîner en famille chez les Newman, Victoria accepte et en parle à ses parents, qui acceptent par la suite. Le lendemain soir, ils se rendent chez les Newman et J.T. tente d'éloigner un peu tout le monde du ranch. Lorsqu'il est seul avec Reed, J.T. prétexte à nouveau passer des appels et monte à l'étage dans le bureau de Victor. Il réussit à ouvrir le coffre-fort et y trouve une petite boîte contenant une clé. Lorsque les autres se demandent où est J.T., Reed leur dit qu'il est à l'étage. Victor commence à douter davantage de la présence de J.T. mais ce dernier descend in-extrémis en bas avec le repas. A la fin du repas, Victor vérifie ses caméras de surveillance et voit J.T. qui a réussi à lui dérober sa clef.

- Le lendemain du dîner, J.T. se rend à nouveau chez les Newman lorsqu'il y n'a personne et dit à la nounou que Katie a perdu sa peluche ici et qu'il souhaite la retrouver. En réalité, il souhaite savoir à quel élément correspond la clef trouvée dans le coffre-fort de Victor, mais lorsqu'il trouve enfin ce qu'il cherche, Nikki arrive et lui demande les raisons de sa présence. J.T. ment en parlant de la peluche de Katie, qu'il "retrouve" directement après. Nikki le met cependant en garde par rapport au pouvoir qu'il a sur Victoria. En rentrant chez lui, il apprend que Mac demande la garde exclusive de leurs deux enfants. William, de passage pour chercher ses enfants, apprend ce qui se passe entre J.T. et Mac et le confronte a ce sujet. Victoria arrive et William finit par partir. Victoria se dit être à bout de sa rétrogradation de son poste chez Newman et d'Ashley. Mais J.T. à bout avec tout ce qui se passe dans sa vie, blâme, descend et insulte sévèrement Victoria. Les deux amoureux commencent à se disputer et après avoir entendu des mots méchants à son égard, Victoria ordonne à J.T. de sortir de force, mais ce dernier cherche à se faire entendre. Victoria refuse et le gifle sur le coup. J.T. commence à s'énerver, l'agrippe par le cou et la plaque au mur, ou il est sur le point de la frapper, mais il se retient et frappe la porte. Victoria s'enfuit et monte à l'étage (épisode diffusé le 2 février 2021 sur TF1).

- À la suite, J.T. tente de s'expliquer avec Victoria de son comportement violent mais Victoria, choquée et apeurée, refuse de l'entendre et souhaite que J.T. part. Il refuse gentiment. Victoria décide de descendre et de s'expliquer avec lui. Reed arrive et constate qu'il se passe quelque chose de bizarre, mais sans trop poser de questions, demande à ses parents d'aller dormir chez un ami. Ils acceptent sous le coup. Après le départ de Reed, J.T. et Victoria s'expliquent et cette dernière fait abstraction de ce qu'il s'est passé. J.T. finit par la demander en mariage, elle finit par accepter pour tourner la page. Le soir même, J.T. reçoit un appel de Victor qui lui dit qu'il s'absentera pour la soirée et qu'il veut le voir demain matin. J.T. se rend immédiatement au ranch ou il continue son enquête mais Victor le surprend et le convoque dans son bureau au Ranch Newman. Victor montre à J.T. la scène ou il violente Victoria et lui demande des explications. J.T. accable Victor sur ses nombreux agissements et tente ensuite de le frapper lorsque Victor l'insulte. S'ensuit une bagarre ou Victor domine sur J.T. mais ce dernier finit par pousser Victor dans l'escalier et rentre chez lui. En rentrant, il ment à Victoria en disant s'être embrouillé avec un automobiliste.

- Victor est emmené d'urgence à l'hôpital. Il est dans le coma. Les Newman sont atteints et se demandent qui est l'auteur de l'agression. Jack devient le principal suspect lorsque Paul et Christine retrouvent le disque dur de Victor chez Jack et lorsqu'ils apprennent que Jack a eu une altercation plus tôt dans la journée avec Victor. De son côté, Victoria commence à douter de son projet de mariage avec J.T. Lors du centenaire de Walnut Grove, J.T., qui refusait d'y aller, est finalement présent. Il y retrouve ses amis du lycée Raul et Brittany, mais également Mac. Ils finissent par se disputer. William, également présent, appelle Victoria pour lui demander d'intervenir entre Mac et J.T. Victoria arrive in-extremis et prend la défense de J.T. face aux accusations de Mac. Un peu plus tard dans la soirée, Mac s'explique à nouveau avec Victoria, sans J.T. et lui fait part du changement de J.T. ces dernières années. William soutient Mac après que J.T. l'ai mis en garde concernant sa relation avec Victoria, mais cette dernière refuse toujours de croire Mackenzie. Le lendemain, Victoria croise à nouveau Mac parler de J.T. à Sharon et met à nouveau Mac en garde avant son départ. Avec les mises en gardes de Mackenzie à Victoria, cette dernière suggère à J.T. de reporter leur mariage, avant de décider d'aller consulter une conseillère conjugale. J.T. accepte.

- Lors de leur visite chez la conseillère, Victoria et J.T. parlent de leurs problèmes de couple. Lorsque la psychiatre demande à Victoria si J.T. exerce une violence morale, puis physique, Victoria dévie le sujet mais revient sur le sujet en disant que J.T. a déjà été violent, ce dernier tente de se rattraper en disant que c'est arrivé qu'une seule fois. Après leur première séance, Victoria revient voir la conseillère en lui racontant les détails sur sa relation avec J.T. avant de partir en larmes. Plus les jours passent, plus l'état de Victor s'améliore. Un jour, Nikki annonce cela aux autres et Abby annonce que le sang de l'agresseur a été retrouvé au ranch, qu'il appartient bel et bien à un homme et que ce n'est pas le sang de Jack. Voyant l'étau se resserrer petit à petit contre lui et avec l'amélioration de l'état de santé de Victor, J.T. en l'absence des autres, confronte une dernière fois Victor toujours dans le coma et débranche les machines qui maintiennent Victor en vie. Ce dernier finit tout de même par sortir du coma, mais il ne peut plus bouger ni parler. Pris de panique, J.T. tente de s'enfuir mais change ses plans en réservant des vacances à Victoria et les enfants. Il l'annonce à Victoria, mais cette dernière, préoccupée par l'état de santé de Victor et sur sa place chez Newman, ne porte pas d'intérêt au projet de J.T. Il décide alors de publier secrètement un communiqué disant que Victoria a été rétrogradée de ses fonctions chez Newman afin qu'elle puisse décompresser. Finalement, avec ce communiqué, Victoria accepte de partir avec J.T. et les enfants à Hawaï, ils partent le soir même. Arrivées à Hawaï, J.T. décide de confisquer les téléphones de Reed et Victoria et de les verrouiller dans un tiroir afin d'enlever la pression qui sort de Genoa City. Victoria souhaite tout de même obtenir des nouvelles de son père, J.T. refuse gentiment et part décompresser. Victoria découvre malgré tout que J.T. a gardé son téléphone. Elle prend son téléphone en voulant contacter sa famille et découvre que J.T. travaille secrètement pour Paul afin de coincer son père. J.T. avoue cela et dit avoir déconseillé à Paul et Christine d'enquêter sur Victoria et de se concentrer sur Victor. Victoria découvre également que c'est J.T. qui à fait fuiter l'information concernant sa rétrogradation. Victoria rompt finalement ses fiançailles avec J.T. et rentre à Genoa avec Reed, Johnny et Katie.

### La mascarade orchestrée par J.T.
- Après avoir rompu avec J.T., Victoria rentre à Genoa, accompagné de ses enfants. En apprenant la rupture entre Victoria et J.T., Sharon décide d'organiser une soirée filles pour Victoria et convie Mariah, Nikki et Phyllis. Victoria d'abord réticente à l'idée de faire la fête, accepte finalement leur compagnie. Ces dernières se confient sur leurs vies actuelles. J.T. revient à Genoa et se pointe devant la maison de Victoria. Ils s'expliquent une dernière fois avant que Victoria chasse à nouveau J.T. En larmes, Victoria confie aux autres les raisons de sa séparation avec J.T., les autres femmes (excepté Mariah qui dormait) montrent leur soutien. Lorsque Victoria monte dans sa chambre, elle croise J.T. qui tente de la reconquérir à nouveau mais Victoria affirme que tout est fini entre eux. Elle réalise ensuite avec effroi que J.T. est responsable de l'agression de Victor lorsque J.T. affirme qu'elle serait plus heureuse si Victor aurait trouvé la mort lors de sa chute dans l'escalier du ranch Newman. Victoria tente d'appeler la police mais J.T. l'agresse à nouveau physiquement et la gifle. Nikki, Sharon et Phyllis montent à l'étage en entendant les cris de détresse de Victoria et en voyant la scène, Nikki saisit le tisonnier de la cheminée et assomme violemment J.T. qui s'écroule par terre. En touchant son pouls, Victoria, Sharon, Nikki et Phyllis réalisent que J.T. est mort. Il meurt le 13 avril 2018 (épisode diffusé en France le 25 février 2021 sur TF1). Mariah, qui a entendu du bruit, essaye de savoir ce qu'il se passe mais Sharon réussit à l'écarter et à la convaincre de rentrer. Après le drame, elles décident de se débarrasser du corps. Victoria panique et cherche à avouer le meurtre de J.T. mais Phyllis réussit à la raisonner en lui faisant part de leur avenir si la police serait amenée à être au courant. Nikki propose de l'enterrer au Parc Chancellor. Elles tentent de sortir mais Nick, qui a récemment appris lui aussi que J.T. est l'auteur de l'agression de Victor, se rend chez Victoria pour le lui annoncer et y trouve sa mère, Phyllis et Sharon. Il annonce la nouvelle concernant J.T. et lui demande ou il peut se trouver. Victoria lui annonce sa rupture avec J.T. et dit ignorer ou il se trouve. Après le départ de Nick, elles se rendent au Parc Chancellor ou elles "enterrent" le corps de J.T.

- Au fil des jours, Genoa apprend la responsabilité de J.T. dans l'accident de Victor et ainsi, sa disparition. Victoria, Nikki, Sharon et Phyllis sont partagées entre la culpabilité et la réjouissance de leur acte mais décident tout de même de garder le secret de la mort de J.T., malgré la pression de la police. En juillet 2018, un entrepôt de Newman prend feu. Lorsque les Newman vérifient les caméras de surveillance, ils découvrent que le pyromane n'est autre que J.T. De plus, les documents sur l'état de santé de Victor sont divulguées publiquement et font le tour des médias. Ce dernier pense que J.T. est la personne qui à fuité les documents et le menace en direct dans l'heure d'Hilary. Victor donne ensuite rendez-vous à J.T. derrière une ruelle. Celui-ci se pointe et confirme être responsable des accusations de Victor mais lorsque celui-ci dégaine son revolver, "J.T." enlève son masque et Victor découvre qu'il s'agit de Nick, voulant se venger de lui après lui avoir déclaré la guerre concernant Christian (voir Victor Newman ou Nicholas Newman). Lorsque les filles impliquées découvrent que J.T. était Nick, elles sont rassurées de savoir que J.T. est bien mort, mais très en colère que Nick s'est servi de lui pour assouvir sa vengeance contre son père.

- Quelques mois plus tard, l'affaire J.T. est requalifiée en une enquête pour meurtre par le nouvel inspecteur Rey Rosales après qu'il a découvert une montre l'appartenant. De leur côté, les filles découvrent que le corps de J.T. à disparu et deviennent anxieuses à l'idée qu'il ait pu survivre. Rey suspecte les Newman et les interroge (sauf Victor, en déplacement), chacun d'eux nie être impliqué dans la mort de J.T. Peu après, les écuries du ranch Newman prennent feu. Rey retrouve sur place un pistolet (celui de Victor), et également une chemise maculée de sang, celui de J.T., ce qui rend Victor comme le suspect principal dans cette affaire. Mais celui-ci est injoignable et à disparu des radars. Lorsque Nikki rentre chez elle après l'incendie, elle découvre les affaires que J.T. portait ce soir là dans son lit et se réfugie chez Victoria.

- Victor est finalement retrouvé puis arrêté et placé en détention provisoire en attendant son procès. Il est ensuite libéré sous caution. Un jour, il est chargé de garder Johnny et Katie. Alors que Victor joue avec Johnny, Katie disparaît un instant. Victor la retrouve dans le couloir, seule en train de parler à son ami imaginaire. Quelques jours plus tard, l'histoire se répète, mais cette fois-ci avec Nikki. Katie est introuvable. Avec l'aide de Nick et William, Katie est retrouvée derrière un mur sombre. Choquée et apeurée, elle fait ensuite part de l'identité de son ami imaginaire à William, qu'elle décrit comme grand et vêtu d'une cape noire. De plus, Nick découvre que des caméras de surveillance ont été installées derrière les murs du ranch. Avec tous ces éléments, les Newman commencent à penser que J.T. pourrait avoir simulé sa mort et qu'il souhaite se venger.

- Le 8 février, jour du procès de Victor, ce dernier est sur le point d'être escorté lorsque Nikki avoie son meurtre à Rey et Christine. Elle est finalement arrêtée et Victor est innocenté. Nikki avoue le meurtre mais change le déroulement de l'histoire, ou elle dit avoir agi seule. Rey note son témoignage mais doute qu'elle ait agi seule. Quelques jours plus tard, c'est Sharon, Victoria et Phyllis qui sont arrêtées, à la suite des aveux de Sharon (voir Sharon Newman ou Rey Rosales). Mais Phyllis signe une immunité qui la délie de cette responsabilité, laissant ses complices croupir en détention. Leur procès a lieu fin février ou toutes les personnes ayant été dans la confidence témoignent (Phyllis, ainsi que Tessa et Mariah). Malgré la défense solide de Michael et Brittany, Christine réussit à convaincre la juge et les jurés de leur juger coupable, ce qui se produit effectivement car Sharon, Victoria et Nikki sont condamnées respectivement à 3, 10 et 30 ans de prison.

- Lors de leur transfert vers la prison, leur fourgon s'arrête en pleine forêt, ce qui leur interroge jusqu'à ce que Nick arrive et leur dévoile qu'avec William, ils pensent que J.T. est toujours en vie. Rey contribue également au plan de Nick et William. Nick ordonne au filles de rester dans le chalet Abbott en attendant qu'ils traquent J.T. dans les entrepôts d'Etalon Noir. Mais celui-ci ne mord pas à l'hameçon. Cependant, il se manifeste devant le chalet Abbott et réapparaît bien vivant le 19 mars 2019 (épisode diffusé le 27 janvier 2022 sur TF1). J.T. assomme un gardien et lui prend ses vêtements avant d'assommer par la suite son collègue. Il remarque le téléphone que Nick avait donné aux filles et le casse avec son revolver. Il tente ensuite d'attirer les filles vers l'extérieur et réapparaît derrière elles. Choquées et tétanisées qu'il ait survécu, les trois femmes lui demandent des réponses. J.T. leur dit qu'il à simulé sa mort pendant près d'une année afin de se venger et qu'il à réussi à les retrouver en suivant le fourgon censé les conduire en prison. Désireux de se venger, il les ordonne de s'attacher et leur raconte ensuite qu'il s'en est sorti car elles l'ont enterré au dessus d'un tuyau et qu'avec la terre recouverte sur lui, son poids l'a fait atterrir sous les égouts de Genoa, auquel il s'est retrouvé sur un fleuve et à réussi à s'accrocher à un arbre. Les filles remarquent à plusieurs reprises que J.T. a des maux de tête et leur propose leur aide, mais il refuse et finit par s'énerver en cassant tout ce qui est autour, dont le tuyau de gaz qui l'affaiblit puis l'assomme. Elles tentent de se libérer également mais s'évanouissent une par une à cause de l'odeur du gaz qui se propage dans toute la pièce. Elles sont sauvées par Nick, Victor, William et Phyllis. Plus tard, J.T. est conduit à l'hôpital et les filles au poste ou elles restent en détention pour la soirée. Finalement, elles sont innocentées le lendemain, la juge abandonnant les charges contre elles. Victoria se rend à l'hôpital et apprend par Nate que J.T. avait une tumeur bénigne et qui le lui ont retirés, ce qui expliquait les raisons de son agressivité. Lorsque J.T. se réveille, il s'excuse auprès de Victoria pour tout le mal qu'il à causé depuis son retour. Victoria entend ses excuses, le pardonne mais n'oublie pas ses actes. Reed lui rend aussi visite et pardonne plus facilement son père. Il est directement par la suite emmené en prison sous les yeux de Victoria et Reed.